# Bellmunt del Priorat
Bellmunt del Priorat là một đô thị thuộc tỉnh Tarragona trong cộng đồng tự trị Catalonia, phía bắc Tây Ban Nha. Đô thị này có diện tích là 8,9 ki-lô-mét vuông, dân số năm 2009 là 354 người với mật độ 39,78 người/km². Đô thị này có cự ly km so với Tarragona.